# Зеліна
Зеліна (пол. Zielina) — село в Польщі, у гміні Стшелечки Крапковицького повіту Опольського воєводства.
Населення — 645 осіб (2011).

## Демографія
Демографічна структура станом на 31 березня 2011 року:
|          | Загалом | Допрацездатний вік | Працездатний вік | Постпрацездатний вік |
| -------- | ------- | ------------------ | ---------------- | -------------------- |
| Чоловіки | 317     | 56                 | 227              | 34                   |
| Жінки    | 328     | 43                 | 219              | 66                   |
| Разом    | 645     | 99                 | 446              | 100                  |